# Clematis korthalsii
Clematis korthalsii är en ranunkelväxtart som beskrevs av Hj. Eichl.. Clematis korthalsii ingår i släktet klematisar, och familjen ranunkelväxter. Inga underarter finns listade i Catalogue of Life.